# Sint-Barbarakerk (Lommel)

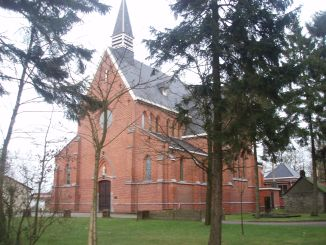
Sint-Barbarakerk

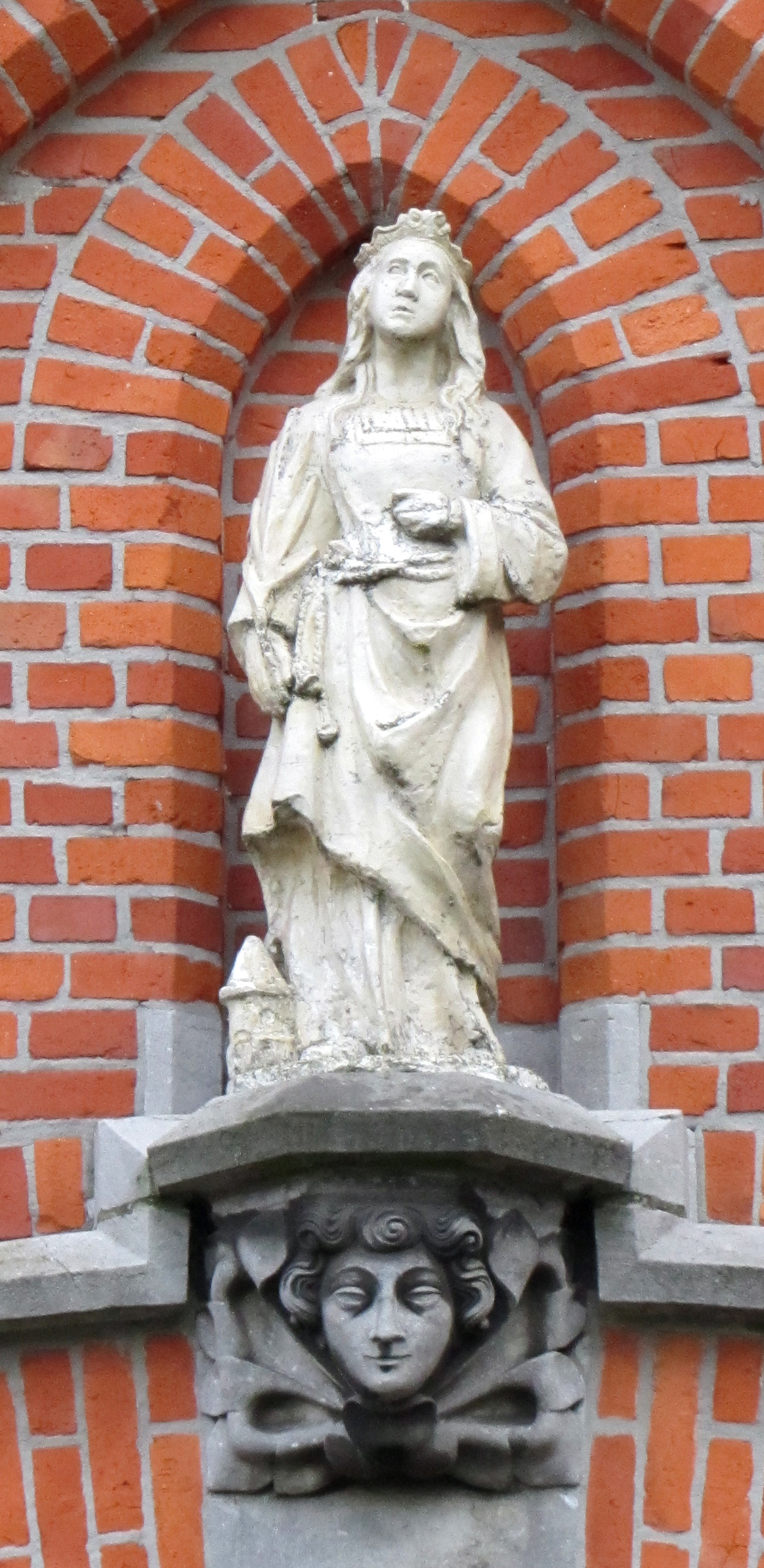
Sint-Barbarabeeld uit 1997

De Sint-Barbarakerk is de parochiekerk van Lommel-Werkplaatsen, gelegen aan de Martinus van Gurplaan.
In 1912 werd deze kerk gebouwd met toelagen van de staat en de gemeente en een zeer milde gift van de Société Métallurgique de Lommel. Dit was de Sint-Barbarakerk. Omdat de kerk slechts hulpkerk van Lommel was, mocht er alleen gedoopt worden, geen huwelijken of begrafenissen. Pas in 1925 werd Lommel-Werkplaatsen een zelfstandige parochie, die afgesplitst werd van die van Lommel Centrum.
Het betreft een driebeukige bakstenen kruiskerk. De klok bevindt zich in een dakruiter. Boven de toegangsdeur bevindt zich een Sint-Barbarabeeld. In 1997, is de voorgevel gerestaureerd door de vzw Europees Centrum voor Restauratietechnieken van Hasselt, alsook plaatsing van een nieuw Barbarabeeld, vervaardigd door Helena Verherstraeten (Balen). 
De inventaris is grotendeels uit de tijd van de bouw van de kerk.
Nabij de kerk bevindt zich het Mariapark. Voor de kerk bevindt zich een Heilig Hartbeeld.